# Eliza Scanlen
Eliza Jane Scanlen (n. 6 ianuarie 1999, Sydney, Noul Wales de Sud, Australia) este o actriță australiană.

## Biografie
Scanlen s-a născut în Sydney, Noul Wales de Sud și are o soră geamănă, pe nume Annabel. A învățat pianul la vârsta de aproximativ 7 ani, dar a încetat să cânte când avea treisprezece ani.

## Filmografie
- 2016 : Acasă și departe (Home and Away)
- 2018 : Sharp Objects
- 2019 : Babyteeth
- 2019 : Fetele mici (Little Women)
- 2020 : Diavolul tot timpul (The Devil All the Time)
- 2021 : Vechi (Old)
- 2021 : Incendii (Fires)
- 2022 : The First Lady
- 2023 : The Starling Girl